# Замостье (Курская область)
Замостье — слобода в Суджанском районе Курской области. Административный центр Замостянского сельсовета.

## География
Слобода находится на реке Суджа, в 7,5 км от российско-украинской границы, в 87 км к юго-западу от Курска, в 1,5 км к востоку от районного центра — города Суджа.
Улицы
В слободе улицы: 1-я Строительная, Грудочка, Заречная, Зелёная, переулок Кольцевой, Комсомольская, Королева, Красный Берег, Ленина, Луначарского, Набережная, Новосёловка, Парковая, Партизанская, Пески, Пионерская, переулок Пионерский, Подстанция, Раздольная, Родниковая, Садовая, переулок Советский, Совхозная, Тепличная, Чехова, Школьная, Энгельса.
Климат
Замостье, как и весь район, расположено в поясе умеренно континентального климата с тёплым летом и относительно тёплой зимой (Dfb в классификации Кёппена).
| Показатель                                                                   | Янв. | Фев. | Март | Апр. | Май  | Июнь | Июль | Авг. | Сен. | Окт. | Нояб. | Дек. | Год  |
| ---------------------------------------------------------------------------- | ---- | ---- | ---- | ---- | ---- | ---- | ---- | ---- | ---- | ---- | ----- | ---- | ---- |
| Средний суточный максимум, °C                                                | −3,5 | −2,3 | 3,8  | 13,6 | 19,9 | 23,2 | 25,6 | 25,1 | 18,7 | 11,1 | 3,9   | −0,7 | 11,5 |
| Средняя температура, °C                                                      | −5,6 | −5   | 0    | 8,7  | 15,2 | 18,8 | 21,2 | 20,4 | 14,5 | 7,7  | 1,7   | −2,6 | 7,9  |
| Средний суточный минимум, °C                                                 | −8   | −8,2 | −4,1 | 3,2  | 9,5  | 13,4 | 16,1 | 15,2 | 10,1 | 4,3  | −0,6  | −4,8 | 3,8  |
| Норма осадков, мм                                                            | 50   | 43   | 48   | 49   | 62   | 68   | 73   | 51   | 55   | 55   | 46    | 48   | 648  |
| Источник: Погода по месяцам c ru.climate-data.org(дата обращения: Июль 2021) |      |      |      |      |      |      |      |      |      |      |       |      |      |

## Население
| 2002 | 2010  |
| ---- | ----- |
| 2163 | ↘2114 |

## Инфраструктура
Личное подсобное хозяйство. Администрация МО. Кладбище. В слободе 904 дома.

## Транспорт
Замостье находится в 3 км от автодороги регионального значения 38К-004 (Дьяконово — Суджа — граница с Украиной), в 1,5 км от автодороги 38К-028 (Обоянь — Суджа), в 1,5 км от автодороги межмуниципального значения 38Н-515 (38К-028 — Махновка — Плёхово — Уланок), на автодорогах 38Н-613 (Суджа — Махновка) и 38Н-614 (Суджа — Пушкарное с подъездом в п. Мирный), в 1 км от ближайшей ж/д станции Суджа (линия Льгов I — Подкосылев). Остановка общественного транспорта.
В 110 км от аэропорта имени В. Г. Шухова (недалеко от Белгорода).

## Достопримечательности
- Церковь Преображения Господня (1865)[8]